# Tháng 1 năm 2011
Tháng 1 năm 2011 bắt đầu vào thứ Bảy và kết thúc sau 31 ngày vào thứ Hai.

## Chủ đề:Thời sự
| Thứ bảy, ngày 1 tháng 1 |
| - Estonia thay thế kroon bằng euro, trở thành quốc gia thứ 17 gia nhập khu vực đồng Euro. - Colombia, Đức, Ấn Độ, Bồ Đào Nha và Nam Phi bắt đầu nhiệm kỳ 2 năm làm thành viên không thường trực của Hội đồng Bảo an Liên Hợp Quốc. |

| Thứ ba, ngày 4 tháng 1                                       |
| - Thống đốc tỉnh Punjab, Pakistan, Salmaan Taseer bị ám sát. |

| Thứ tư, ngày 5 tháng 1 |
| - Ủy ban điều tra của chính quyền Hoa Kỳ kết luận rằng vụ tràn dầu Deepwater Horizon xảy ra do những sai lầm quản lý của BP, Halliburton, và Transocean. |

| Thứ năm, ngày 6 tháng 1 |
| - Công trình nghiên cứu của Andrew Wakefield đưa ra mối liên hệ giữa tự kỷ và vắc-xin chống sởi–quai bị–sởi Đức bị tạp chí y học Anh BMJ cho là giả mạo. |

| Thứ bảy, ngày 8 tháng 1 |
| - 6 người, kể cả một thẩm phán liên bang Hoa Kỳ, thiệt mạng và Dân biểu Gabrielle Giffords bị thương trong một cuộc nổ súng tại Arizona, Hoa Kỳ. |

| Thứ ba, ngày 11 tháng 1                                           |
| - Lũ lụt tàn phá Brisbane, Úc, khiến nhiều người dân phải di tản. |

| Thứ sáu, ngày 14 tháng 1 |
| - Hơn 500 người thiệt mạng do lũ lụt và đất lở ở bang Rio de Janeiro, Brasil. - Tổng thống Zine El Abidine Ben Ali rời khỏi Tunisia sau nhiều cuộc biểu tình toàn quốc và Fouad Mebazaa trở thành tổng thống tạm quyền. |

| Thứ tư, ngày 19 tháng 1                                                                               |
| - Tại Đại hội Đảng Cộng sản Việt Nam XI, chủ tịch quốc hội Nguyễn Phú Trọng được bầu làm Tổng Bí thư. |

| Thứ hai, ngày 24 tháng 1 |
| - Ít nhất 37 người chết và khoảng 180 người bị thương trong một cuộc đánh bom tại Sân bay quốc tế Domodedovo ở Moskva, Nga. |

| Thứ tư, ngày 26 tháng 1 |
| - Đười ươi Sumatra trở thành loài sống thứ ba trong họ Người được các nhà khoa học xác định trình tự bộ gen, sau loài người và tinh tinh thông thường. |

| Thứ bảy, ngày 29 tháng 1 |
| - Nhật Bản thắng Úc để giành Cúp bóng đá châu Á. - Trong lúc các cuộc biểu tình chống chính quyền vẫn tiếp diễn khắp Ai Cập, Tổng thống Hosni Mubarak bổ nhiệm Omar Suleiman làm Phó Tổng thống và Ahmed Shafik làm Thủ tướng. |

| Chủ nhật, ngày 30 tháng 1 |
| - Tại Diễn đàn Kinh tế thế giới, công ty dầu khí Nga Rosneft tuyên bố các dự án mỏ biển Đen với ExxonMobil và thềm Bắc Băng Dương với BP. |

| Thứ hai, ngày 31 tháng 1                                                                                  |
| - Trong cuộc trưng cầu dân ý, miền Nam Sudan quyết định ly khai khỏi Sudan với tỷ lệ phiếu thuận gần 99%. |